# Хиндсвилл (Арканзас)
Хиндсвилл (англ. Hindsville) — город, расположенный в округе Мадисон (штат Арканзас, США) с населением в 75 человек по статистическим данным переписи 2000 года.

## География
По данным Бюро переписи населения США Хиндсвилл имеет общую площадь в 0,78 квадратных километров, водных ресурсов в черте населённого пункта не имеется.
Город Хиндсвилл расположен на высоте 417 метров над уровнем моря.

## Демография
По данным переписи населения 2000 года в Хиндсвилле проживало 75 человек, 21 семья, насчитывалось 27 домашних хозяйств и 28 жилых домов. Средняя плотность населения составляла около 83,3 человек на один квадратный километр. Расовый состав Хиндсвилла по данным переписи был исключительно белым. Испаноговорящие составили 2,67 % от всех жителей города.
Из 27 домашних хозяйств в 22,2 % — воспитывали детей в возрасте до 18 лет, 51,9 % представляли собой совместно проживающие супружеские пары, в 14,8 % семей женщины проживали без мужей, 22,2 % не имели семей. 18,5 % от общего числа семей на момент переписи жили самостоятельно, при этом 11,1 % составили одинокие пожилые люди в возрасте 65 лет и старше. Средний размер домашнего хозяйства составил 2,78 человек, а средний размер семьи — 2,90 человек.
Население города по возрастному диапазону по данным переписи 2000 года распределилось следующим образом: 32,0 % — жители младше 18 лет, 6,7 % — между 18 и 24 годами, 24,0 % — от 25 до 44 лет, 20,0 % — от 45 до 64 лет и 17,3 % — в возрасте 65 лет и старше. Средний возраст жителей составил 32 года. На каждые 100 женщин в Хиндсвилле приходилось 97,4 мужчин, при этом на каждые сто женщин 18 лет и старше приходилось 96,2 мужчин также старше 18 лет.
Средний доход на одно домашнее хозяйство в городе составил 22 500 долларов США, а средний доход на одну семью — 37 708 долларов. При этом мужчины имели средний доход в 18 750 долларов США в год против 14 500 долларов среднегодового дохода у женщин. Доход на душу населения в городе составил 13 868 долларов в год. Все семьи Хиндсвилла имели доход, превышающий уровень бедности, 14,3 % от всей численности населения находилось на момент переписи населения за чертой бедности, при этом 8,3 % из них были старше 64 лет.